# Jurreru
Der Jurreru (Telugu జుర్రేరు) ist ein Fluss im Distrikt Kurnool im indischen Bundesstaat Andhra Pradesh. Er ist bekannt, weil in seinen Sedimentablagerungen eine große Anzahl steinzeitlicher Funde gemacht wurden. Eine dicke Aschenschicht ist ein Indiz für die Toba-Katastrophentheorie.

## Geographie
Das Einzugsgebiet des Jurreru gehört zum östlichen Dekkan. Das Gebiet fällt von der Hügelkette der Erramalas kontinuierlich nach Osten ab. Der Fluss entspringt in den Erramalas, in der Nähe des Rāmpur-Passes. Die Hügelkette flankiert den Fluss bei seinem Verlauf von West nach Ost und trennt ihn vom Becken des Krishna im Norden, während sie ihn bis zur Mündung in den Kunderu, der zum Becken des Pennar gehört, begleiten. In seinem Lauf fließt der Jurreru an Banganapalle vorbei. Er hat eine Länge von 72 km.
Bis in die 1910er Jahre gehörte das Gebiet zum eigenständigen Staat Banganapalle, der von einem Nawab (Khan) regiert wurde.
Geologie

Das Grundgestein, das im Flusstal an manchen Stellen freigelegt ist, gehört zur Cuddapah-Formation, hauptsächlich Argilliten, mit größeren Inseln der Cheyyar-Formation. An den Talhängen gibt es einige Höhlen, die wohl schon seit der Steinzeit besiedelt waren, und im Geröll des Flussbetts haben sich massenhaft Mikrolithen erhalten.

## Archäologie
Bei Jwalapuram am Jurreru wurden bedeutende archäologische Ausgrabungen vorgenommen. Die Funde in den Höhlen im Talhang und reichhaltige Mikrolith-Funde im Flussbett lassen trotz mehrere Meter dicke Ascheschichten der Tobaeruption auf eine durchgehende Besiedlung schließen. Obwohl bisher keine menschlichen Fossilien gefunden wurden, spielen die Ausgrabungen eine wichtige Rolle für die Diskussion der Toba-Katastrophentheorie.